# Cheah Foong Meng
Cheah Foong Meng (* 20. Januar 1985) ist eine australische Badmintonspielerin. 

## Karriere
Cheah Foong Meng gewann sowohl 2006 als auch 2008 Bronze bei den australischen Badmintonmeisterschaften, wobei sie beide Male mit Spoorti Rattan am Start war. Von 2005 bis 2009 war sie in jedem Jahr bei den Australian Open am Start. 2007 startete sie bei den Vietnam Open, den New Zealand Open, den Malaysia International und den Fiji International.

## Referenzen
- Cheah Foong Meng beim Badminton-Weltverband

| Personendaten    | Personendaten                   |
| ---------------- | ------------------------------- |
| NAME             | Cheah, Foong Meng               |
| KURZBESCHREIBUNG | australische Badmintonspielerin |
| GEBURTSDATUM     | 20. Januar 1985                 |